# Ultra Maniac
Ultra Maniac är en manga i fem volymer skriven och tecknad av Wataru Yoshizumi. Den publicerades under åren 2002–2004. Den läses från höger till vänster. Sidorna är inte spegelvända. En publikation på svenska i översättning av My Bergström var planerad år 2007 men ställdes in. Mangismo, det förlag som skulle genomföra publiceringen, har gått i konkurs.